# Conistra joannisi
Conistra joannisi là một loài bướm đêm trong họ Noctuidae.